# Mbouda
Mbouda är en ort i Kamerun.   Den ligger i regionen Västra regionen, i den västra delen av landet, 240 km nordväst om huvudstaden Yaoundé. Mbouda ligger 1 416 meter över havet och antalet invånare är 111 320.
Terrängen runt Mbouda är kuperad västerut, men österut är den platt. Trakten runt Mbouda är tätbefolkad, med 511 invånare per kvadratkilometer. Det finns inga andra samhällen i närheten. Trakten runt Mbouda är huvudsakligen savannskog.